# Traité de Fort Wayne (1803)
Pour les articles homonymes, voir Traité de Fort Wayne.
Le traité de Fort Wayne est un traité entre les États-Unis et plusieurs groupes d'Amérindiens. Le traité est signé le 7 juin 1803 et proclamé le 26 décembre 1803.

## Parties
En 1803, le Président Thomas Jefferson donne autorité à William Henry Harrison pour pourparlers et conclure des traités avec les Amérindiens.
Les Amérindiens sont représentés par les chefs et les principaux guerriers des Lenapes, Shawnees, Potawatomis, Miamis et Kickapous. La bande de Rivière l'Anguille de la tribu des Miamis, les Weas, Piankashaws, et Kaskaskias sont représentés par des agents de procuration.

## Termes
Le premier article définit avec plus de précisions les frontières environnant Fort Vincennes le long de la Wabash, rivière qui avait été confirmé comme possession des États-Unis dans le traité de Greenville en 1795. Ces terres ont été à l'origine achetée des tribus par le royaume de France. Elles ont été transférées à la Grande-Bretagne en 1763, et aux États-Unis en 1783. Le secteur était une région rectangulaire d'approximativement 160 000 acres (650 km2) étant perpendiculaires au cours de la rivière Wabash à Vincennes.
Dans le deuxième article, les États-Unis abandonnent toutes réclamations sur les terres touchant la région définie dans l'article un.
L'article 3 cède aux États-Unis une source d'eau salée qui coule dans l'Ohio à l'aval de la confluence de la Wabash, avec une quantité de terre l'entourant ne dépassant pas 10 km2. Les États-Unis accepte de livrer annuellement aux Amérindiens une quantité de sel ne dépassant pas 5,3 m3.
L'article 4 cède aux États-Unis le droit de choisir trois parcelles de terre (d'une taille sur laquelle les Kickapous, la bande de rivière l'Anguille de la tribu des Miamis, les Weas, Piankashaws, et Kaskaskias puissent être d'accord), aux fins d'ériger des maisons de divertissement pour le logement des voyageurs sur la route principale entre Vincennes et Kaskaskia et d'une autre parcelle sur la route entre Vincennes et Clarksville.
L'article 5 permet des changements aux frontières décrites dans l'article un si des colonies de citoyens des États-Unis se font dans le pays des Amérindiens.
Il était convenu qu'une quantité de terres égale en quantité à celle prise dans l'article 3 serait donnée aux dites tribus à l'est et à l'ouest des terres prises.